# Ashuanipi
De Ashuanipi is een 345 km lange rivier in de Canadese provincie Newfoundland en Labrador die het westen van de regio Labrador doorkruist. De rivier wordt beschouwd als de bovenloop van de Churchill en maakt zo onderdeel uit van de langste rivier van Atlantisch Canada.

## Verloop
De Ashuanipi vindt zijn oorsprong op 529 meter hoogte in Ashuanipi Lake, een groot meer in het uiterste zuidwesten van de regio Labrador, nabij de grens met Quebec. De rivier stroomt vanaf daar in noordelijke richting en gaat na een vijftal kilometer onderdoor provinciale route 500, een deel van de Trans-Labrador Highway. Nog eens 6 km verder mondt de Shabogamo in de Ashuanipi uit.
Na zo'n 65 km onafgebroken in noordelijke richting te stromen mondt de rivier uit in de Menihek Lakes. De Menihek Lakes zijn de facto één groot stuwmeer in de Ashuanipivallei met een lengte van zo'n 100 km langs de noord-zuidas en een breedte van vrijwel nergens meer dan 3 km. De rivier de McPhadyen mondt in dat meer uit.
In het noorden, bij de Waterkrachtcentrale Menihek en bijhorende dam, verlaat de Ashuanipi het stuwmeer om achtereenvolgens in een S-boog doorheen drie grote natuurlijke meren te stromen, met name Marble Lake, Astray Lake en Petitsikapau Lake. Daarna stroomt hij nog zo'n 100 km in zuidoostelijke richting om uiteindelijk uit te monden in het noordelijke gedeelte van het enorme Smallwood Reservoir.